# Palmenflughunde
Die Palmenflughunde (Eidolon) ist eine Flughund-Gattung die mit zwei Arten in Afrika südlich der Sahara und auf Madagaskar vorkommt.

## Merkmale
Palmenflughunde erreichen Kopf-Rumpf-Längen von 14 bis 22,7 cm, die Flügelspannweite reicht von 72 bis 95 cm, das Gewicht liegt zwischen 110 und 350 g, wobei Männchen etwas schwerer als Weibchen sind. Diagnostische Merkmale der Gattung sind das Fehlen von weißen Flecken auf dem Kopf, eine einheitliche Färbung das Rückenfells, das Fehlen einer Halskrause oder von steifen Nackenhaaren und fünf Backenzähne im Oberkiefer und sechs Backenzähne im Unterkiefer.

## Arten
- Madagaskar-Palmenflughund (Eidolon dupreanum)
- Palmenflughund (Eidolon helvum)

## Systematik
Die Gattung Eidolon wurde 1815 durch den US-amerikanischen Universalgelehrten Constantine S. Rafinesque-Schmaltz eingeführt und 1997 den Rosettenflughunden (Rousettini) zugeordnet, was jedoch als sehr unsicher galt. Im Jahr 2016 wurde deshalb eine eigenständige Unterfamilie für die Gattung eingeführt, die Eidolinae.